# Idomene ferrieri
Idomene ferrieri är en kräftdjursart som först beskrevs av T. Scott 1912.  Idomene ferrieri ingår i släktet Idomene och familjen Thalestridae. Inga underarter finns listade i Catalogue of Life.